# 川崎前鋒
川崎前鋒（日语： Kawasaki Furontāre */?）是一支日本職業足球隊，位於神奈川縣川崎市，屬於日本職業足球聯賽甲級（J1）的球隊之一。球隊成立早期在J2和J1之間徘徊，至2005年升級到J1之後，成績穩步上揚，而近年于領隊鬼木達的帶領下逐漸成爲J联赛班霸，在2017年首次夺得J联赛冠军后，5年内4度獲得联赛冠军，并於2021年度賽季以92分的成績打破J1史上最高分奪冠紀錄。

## 簡介
球隊的前身是富士通足球俱樂部，成立於1955年。1996年，改稱富士通川崎足球俱樂部，11月21日改名為川崎前鋒。球隊的名稱Frontale在意大利語中解作前面。1999年當日職聯擴展乙級部（J2），正式進入日本職業足球聯賽。2000年，球隊首次升級至甲級比賽（J1），2005年再次升級到甲級比賽。球隊的根據地在神奈川縣川崎市，球隊的主場是等等力陸上競技場。

## 歷史

### 前史
富士通足球部於1955年成立，於1972升班至日本足球聯賽，1992年參加JFL日本足球聯賽，1997年成為日本職業足球聯賽聯賽賽會會員，經公眾招募後正式命名川崎前鋒。
1998年參加第J1資格賽，於第1回合敗於福岡黃蜂，將於1999年參加第1屆J2聯賽。

### 1999年（J2）

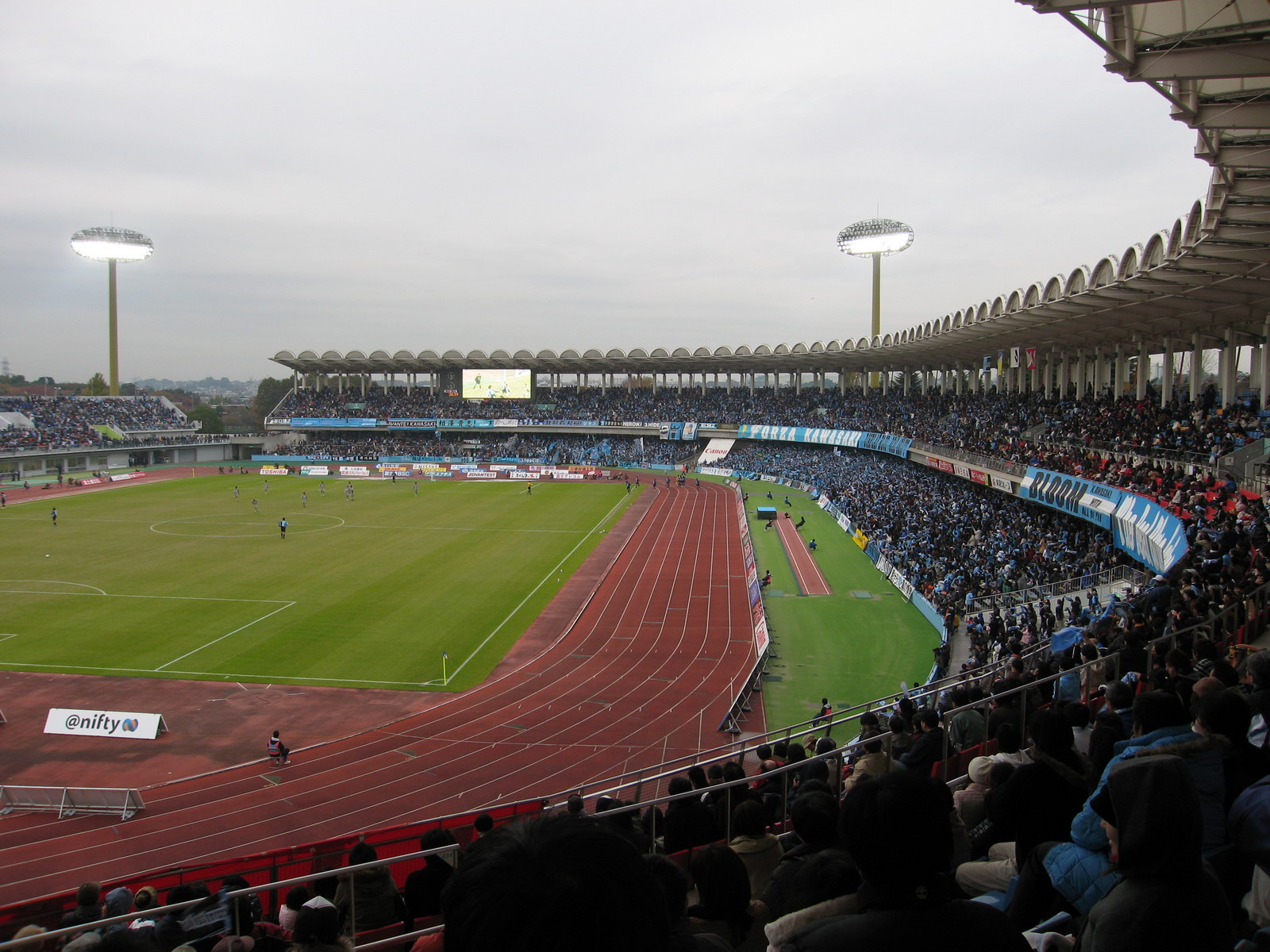
川崎前鋒比賽風景 (2006年11月26日)

前日本國腳岩本輝雄加盟並擔任隊長，但開季三連敗，於第5場對甲府風林比賽才取得第一場J.LEAGUE勝仗。其後表現大有改善，最後於11月5日對鳥棲砂岩比賽取得勝利，鐡定排名於頭2名內，奪得J1升班資格。11月8日確定得第一屆J2冠軍。

### 2000年（J1）
於鹿島鹿角引入奥野僚右、鈴木隆行、巴西外援馬仙奴、鬼木達，迎接J1聯賽，惜表現強差人意，最後需要降班。儘管聯賽表現不佳，但於聯賽盃卻殺入決賽，但敗於鹿島鹿角得亞軍。

### 2001年-2003年（J2）重整期
2001年新人後衛伊藤宏樹加入，於季中更換主教練，由石崎信弘擔位，重新訂立球隊長期方針，於2001年J2排第7位。
2002年，經過1年戰術磨合，川崎前鋒成績有改進，於2002年J2排第4位。
2003年，球隊目標升上J1，於巴西引入前鋒祖連奴，鹿島鹿角引入巴西外援奧古斯圖，中央大學練習生中村憲剛加入，球隊的表現更進一步，聯賽最高得球88球，惜以1分之差落後於新澙天鵝未能升班，於2003年J2排第3位。

### 2004年 (J2) 重新起飛
球隊的口號：Mind-1
2004年，川崎前鋒更換了主教練，由關塜隆擔任。前日本國腳鹿島鹿角後衛相馬直樹，2003年J2神射手前新澙天鵝巴西前鋒馬古斯加入，加上關塜隆教練主張進攻，大打進攻足球，由開幕至結尾一直排榜首，奪得J2冠軍，再次升J1，前鋒祖連奴則以37球奪得J2神射手。

### 2005年-2009年 (J1) 關塜隆時代

#### 2005年
球隊的口號：FRONTALE FORTISSIMO
2005年，而現有J2升班球員班底，有當時19歲的巴西前鋒浩克加盟，季前最低目標留在J1，最後於聯賽排第8，而隊中後衛箕輪義信入選日本國家隊，成為第一位川崎前鋒出身的日本國腳。

#### 2006年
球隊的口號：Challenge the Future
2006年，奧古斯圖離隊，相馬直樹退役，巴西籍左中場馬卡奧加入，北韓籍前鋒鄭大世以練習生身份加入，季中馬古斯離隊後有巴西中場馬治林加盟。聯賽第1場，主場6:0大勝新澙天鵝，前鋒我那霸和樹演出帽子戲法，聯賽第2場作客京都不死鳥再大勝7:2.祖連奴演出帽子戲法，頭2場聯賽共攻入13球打破J.LEAGUE紀錄。
2006年世界盃後，我那霸和樹及中村憲剛一同被選入日本國家隊，球隊攻力大爆發，進攻風格球風別樹一格，祖連奴、我那霸和樹、谷口博之、中村憲剛共4位球員取得雙位入球數字，我那霸和樹以18入球成為聯賽日本人神射手。以強勁攻力取得聯賽亞軍，得以進軍2007年亞足聯冠軍聯賽。

#### 2007年

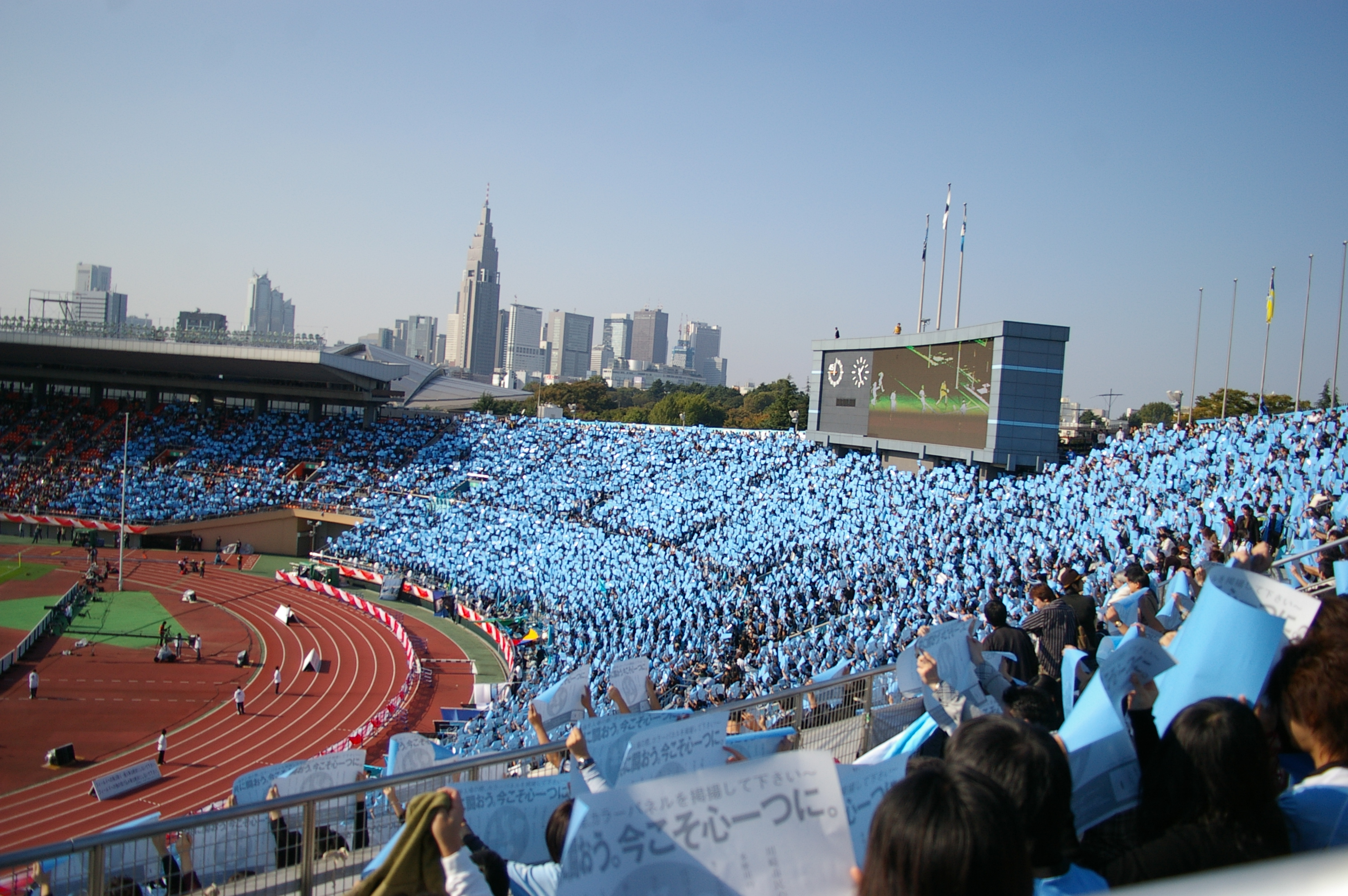
日本聯賽杯決賽川崎前鋒球迷方

球隊的口號：One for Goal， Goal for One
2007年，中村憲剛於伊藤宏樹手上接過隊長一職，新加盟之巴西外援法蘭斯卡馬於練習賽中左膝靱帶斷裂，4月23日我那霸和樹因違反規定使用大蒜静脈注射，被裁定違法需罰款，受事件影響我那霸和樹表現大不如前，全季只入1球。
從名古屋鯨魚加盟的門將川島永嗣全季34場全部正選上陣且表演不俗。作為我那霸和樹之後備，前鋒鄭大世亦把握機會，取得12個入球。而另一前鋒祖連奴更以22球奪得J1神射手。最後川崎前鋒於聯賽排第5。
日本聯賽杯進入決賽，但敗於大阪飛腳，得亞軍。天皇杯4強敗於鹿島鹿角。
亞冠聯賽分組賽於F組以小組首名出線，於8強互射12碼敗於伊朗沙巴罕。
2007年亞洲杯，中村憲剛及川島永嗣被選入日本大軍名單。鄭大世亦被選入北韓國家隊，於澳門參加2008年東亞足球錦標賽預賽，3場入8球，成功協助北韓國家足球隊打入東亞足球錦標賽。

#### 2008年
球隊的口號：With 12（supporters）
2008年，巴西中場馬治林轉會名古屋鯨魚，從青山學院大學引入中場田坂祐介，駒澤大學引入中場菊地光將，早稲田大學引入後衞横山知伸，日本國腳山岸智從千葉市原，2007年J2神射手浩克外借到J2 2年後回歸球隊，組成強大前鋒組合。
聯賽第2場作客神戶勝利船落敗1:4後，浩克對球隊戰術方針表達強烈不滿，最後於4月2日離隊，轉會東京綠茵。同月24日，關塜隆因身體問題而辭任，由教練高畠勉擔任主教練至季尾。
季中巴西中場域陀祖利亞及巴西前鋒連拿天奴加盟川崎前鋒，一直於爭標行列，最後川崎前鋒於聯賽排第2，得聯賽亞軍，可再進軍2009年亞足聯冠軍聯賽。
另外8月川崎前鋒球迷會提出重建等等力陸上競技場，最後收集到15萬4020個簽名，於翌年向川崎市提出。

#### 2009年
球隊的口號：ONE STEP
關塜隆重身復任主教練，我那霸和樹轉會至神戶勝利船，清水心跳前鋒矢島卓郎加入。
聯賽杯決賽1:0落敗於FC東京，因川崎前鋒球員因對頒獎典禮不尊重行為，被傳媒指罵，最後會方決定發還獎金5000萬円，3位社員減薪及後衛森勇介停賽至少1場。
因在第32場聯賽作客意外敗給大分三神而把冠軍主導權拱手相讓給鹿島鹿角，最後於聯賽再次飲恨得聯賽亞軍。
亞冠聯賽則在8強落敗於名古屋鯨魚。

### 2010年-2011年 (J1) 低潮開始

#### 2010年
球隊的口號：+α -Plus ALFA
高畠勉正式上任主教練，日本國腳稻本潤一結束9年歐洲球員生涯加盟川崎前鋒，前球員佐原秀樹從FC東京回歸，另外，村上和弘轉會至大宮松鼠，山岸智轉會至廣島三箭。
2010年亞足聯冠軍聯賽，川崎前鋒因在小組賽中所有作客賽事落敗，首次分組賽出局。
2010年世界盃足球賽，川島永嗣、稲本潤一、中村憲剛被選入日本國家足球隊名單。鄭大世則被選入北韓國家足球隊。
7月世界盃後，川島永嗣轉會至比利時利亞斯，鄭大世轉會至德國波琴。其後巴西前鋒連拿天奴因不滿高畠勉之排陣，缺席操練及後離隊。
前鋒祖連奴於2010年達成J1 100入球，於聯賽排第5，季後高畠勉離任。

#### 2011年
球隊的口號：挑
前球員相馬直樹擔任主教練，後衞森勇介轉會至東京綠茵，谷口博之轉會至橫濱水手。
從橫濱水手引入前國腳山瀬功治及田中裕介，亦有來自東京綠茵中場柴崎晃誠加盟。
聯賽中段一度排第3位，但於7月23日開始至9月11日之8場聯賽，交出8連敗成績。一度陷入降班危機，最後以11位完成聯賽。

### 2012年-2016年（J1）風間八宏時代

#### 2012年
球隊的口號：一体感
巴西射手祖連奴轉會至鹿島鹿角，横山知伸轉會至大阪櫻花，菊地光將轉會至大宮松鼠。而新球員方面，守門員西部洋平從湘南比馬加盟，從巴西哥列迪巴借得後衞積施，連尼山度士及前鋒連拿度。
聯賽開季取得2連勝，及後5場不勝，球員與主教練相馬直樹出現分岐，於4月11日相馬直樹被解除職務，由敎練望月達也暫代執教。4月23日，由前筑波大學主教練風間八宏擔任主教練一職。季中攻力不足，至季尾連拿度爆發，隊中小將大島僚太表現漸見成熟，最後以第8位完成聯賽。
當季賽事完結，等等力陸上競技場關閉主看台重建

#### 2013年
球隊的口號：Wing
效力球隊12年之前鋒黒津勝轉會至橫濱FC，山瀬功治轉會至京都不死鳥，楠神順平轉會至大阪櫻花，柴崎晃誠轉會至德島漩渦。
新球員方面，從神戶勝利船引入射手大久保嘉人，橫濱水手引入森谷賢太郎，札幌岡薩多引入山本真希，大阪飛腳引入中澤聰太，東京綠茵引入新井章太。
聯賽開幕6戰得3和3負，一度跌至榜尾，於首循環落後廣島三箭8分排第7位;由8月9日開始，球隊聯賽9連勝，排名由第10上升至第6。第27場對名古屋鯨魚至最後一場8場比賽錄得7勝1負。聯賽最後一場主場對橫濱水手，以1:0擊敗對手，成功阻止橫濱水手奪冠，更後上取得聯賽季軍，得以參加2014年亞足聯冠軍聯賽。前鋒大久保嘉人更以26球奪得2013年度J1神射手。
於聯賽杯打入4強，2回合總比數3:3以作客入球敗於浦和紅鑽。

#### 2014年
球隊的口號：OURS
自2001年開始效力之後衛伊藤宏樹退役，另從大分三神引入森島康仁，橫濱FC引入武岡優斗，從栃木足球會借得巴西球員保連奴，大宮松鼠借得金久保順，另有2013年球隊特別指定選手谷口彰悟，可兒壮隆正式加盟。
2014年亞冠，以小組第2名出線，16強2回合總比數4:4以作客入球敗於FC首爾。
聯賽杯打入4強，但因隊中主力前鋒小林悠被招入日本國家足球隊影響戰力，最後2回合以4-5敗於大阪飛腳
聯賽第15-第26場的比賽只落敗2場，排名一直於前4，但隊中主力中村憲剛因左腳傷患而於第28場提早休季，最後6場比賽，2勝1和3負，最後以第6位完成聯賽，無緣亞冠。
前鋒大久保嘉人以18球衛冕J1神射手。

#### 2015年
球隊的口號：ATTRACTIVE
田中裕介轉會至西悉尼流浪者，稻本潤一轉會至札幌岡薩多，杉山力裕轉會至清水心跳;外借了福森晃斗到札幌岡薩多、可兒壮隆到湘南比馬、森島康仁到磐田山葉、中澤聰太到大阪櫻花。2名2014借用球員保連奴、金久保順借用期滿離隊。
新球員方面，從仙台維加泰引入角田誠、大宮松鼠引入橋本晃司、松本山雅足球會引入船山貴之、大阪櫻花引入杉本健勇、德島漩渦引入松井謙彌，另借用巴西球員艾爾仙奴，亦從青年隊提昇三好康児及板倉滉，另2有名筑波大學畢業生車屋紳太郎及中野嘉大加入。
3月14日，第2場主場對神戶勝利船賽事，等等力陸上競技場主看台重建完畢，正式重開，容量爭至27，495人。
4月25日，第7場主場對甲府風林賽事以3:0勝出，達成主場等等力J1比賽100勝利。
6月，曾於2007年-2012年效力的田坂祐介從德國波琴回歸川崎前鋒 ，7月，連拿度以約300萬歐元轉會費轉會至中國廣州富力。8月3日，川崎前鋒從巴甲法林明高借用巴西球員邁亞至季尾。

#### 2016年
球隊的口號：CHALLENGE THE FUTURE
西部洋平轉會至清水心跳，山本真希，杉山力裕轉會至千葉市原，杉本健勇轉會至大阪櫻花;繼續外借了福森晃斗到札幌岡薩多、可兒壮隆到湘南比馬、森島康仁轉會至磐田山葉。巴西球員邁亞借用期滿離隊。
新球員方面，從水原三星藍翼引入前韓國國腳門將鄭成龍、千葉市原引入森本貴幸、北九州向日葵引入大塚翔平、FC東京引入奈良龍樹、柏雷素爾引入狩野健太，京都不死鳥引入原川力、另借用巴西球員伊度亞度，引入巴西外援伊度亞度•尼圖，順天堂大學畢業生長谷川龍也加入。而大島僚太成為球隊史上第一位日本人披上10號球衣
球隊於季初開局順利，頭7場取得5勝2和排名榜首，第八節以0:1敗給浦和紅鑽後，再以一段5勝2和的走勢，開季10勝4和1負得34分，以1分領先第二位的鹿島鹿角，但於第16節竟以2:2逼和位於榜尾的福岡黃蜂，把首階段聯賽冠軍主導權拱手相讓給鹿島鹿角，最後以1分之差位列首階段聯賽亞軍。
次階段聯賽開始時，球隊維持上半季良好狀態，9月25日於神奈川打呲主場面對橫濱水手以3:2戲劇性戰勝對手。去到季末，隊中主力如中村憲剛及小林悠受到傷患困擾，直至最後一節，球隊於年度總成績落後浦和紅鑽 2分，仍有機會成為年度總成績冠軍直入總決賽。在主場迎戰大阪飛腳，先入兩球下竟於下半場被對手連入3球反勝。而浦和紅鑽以1:1賽和對手，代表川崎前鋒只能以年度總成績亞軍(總分72分)進入聯賽附加賽準決賽。
在一場制的聯賽附加賽準決賽主場面對首階段聯賽冠軍鹿島鹿角，球隊即使賽和對手都可以進入聯賽總決賽，但球隊錯失不少先開紀錄的機會，於下半場被金崎夢生頂入，球隊落後時強攻對手，唯始於未能扳回敗局，最終以1:0落敗，以聯賽季軍完成球季。

### 2017年-（J1）鬼木達時代

#### 2017年
球隊的口號：PAINT IT BLUE
進入鬼木達體制第一年，三屆日職聯神射手大久保嘉人轉投FC東京，中野嘉大外借到仙台維嘉泰，福森晃斗正式轉會至札榥罔薩多。而球隊從大宮松鼠簽入家長昭博，大阪飛腳簽入阿部浩之，青年隊提昇的田中碧以及愛知學院大學的知念慶以應付2017年的4線戰線。中村憲剛讓出隊長一職予前鋒小林悠。
球隊於3年後再參加亞冠，與南韓水原藍翼，中國廣州恆大，香港東方體育會同組，首4埸分組賽全和得4分，於第5場作客水原藍翼關鍵一戰，憑奈良龍樹的入球以1:0擊敗對手，亦拎到出線主動權，最後一場分組賽主場以4:0輕取東方體育會，以首名出線。16強遇上泰國蒙通聯，2回合計以7:2淘汰對手，第3次晉身8強。8強遇上同樣是日本的浦和紅鑽，首回合於主場以3:1取得第一回合勝利情況下，次回合亦先領先浦和紅鑽1:0，但後衞車屋紳太郎領紅牌，於少打1人情況下，被浦和紅鑽連入4球反勝，總比數4:5出局。球隊日本聯賽杯亦打入決賽，但被大阪櫻花2:0擊敗，導致4度打入日本聯賽杯決賽，全敗兼1球不入。
聯賽方面，因開季時由於過多的傷兵，至聯賽排名一至跌至第9位，於第21節時，與榜守鹿島鹿角有7分差距。但球隊於季尾氣勢如虹，接連取得勝利，特別於第29節主場對仙台維嘉泰一役打出經典一役，上半場有中場家長昭博領紅離場落後2:0情況下，於下半場37分鐘，5分鐘內連入3球反勝3:2。第33節作客浦和紅鑽勝1:0，追至與榜守鹿島鹿角只差2分，因得失球較佳，如川崎前鋒於最終節能擊敗大宮松鼠，而鹿島鹿角又未能擊敗磐田山葉，川崎前鋒將首次取得隊史首個J1聯賽冠軍。在最後一節，憑小林悠上演帽子戲法之下，川崎前鋒於主場以5:0擊敗大宮松鼠，而鹿島鹿角只能作客同磐田山葉打成0:0，於同分情況下，川崎前鋒在領隊鬼木達執教下以得失球之差在2017年成功首次奪得日本職業足球聯賽冠軍，此乃球隊1999年升上日職以來第一個冠軍。而小林悠亦奪得日職聯神射手及最有價值球員。

#### 2018年
球隊的口號：GO SENSATIONAL
鬼本達體制第2年，井川祐輔轉投香港東方體育會，森本貴幸轉會至福岡黃蜂，板倉滉外借到仙台維嘉泰，三好康兒外借到札榥罔薩多。
大久保嘉人從FC東京回歸，從橫濱水手簽入齋藤學，湘南比瑪簽入下田北斗，2名大學新人，來自阪南大學的脇坂泰斗及流通經濟大學的守田英正。球隊首次出戰日本超級盃，以2:3敗予大阪櫻花。
亞冠與中國上海上港，南韓蔚山現代，澳洲墨爾本勝利同組。因作客先負於蔚山現代及墨爾本勝利，第5場分組賽作客上海上港時已提早出局，最終只錄得3和3負強差人意成績出局。
因前半季分心於亞冠比賽，以致聯賽表現未見突出，與榜首廣島三箭曾有13分分差。及後於8月19日作客對廣島三箭的榜首大戰，川崎前鋒憑小林悠2個入球順利反勝。而廣島三箭及後接連失分，至9月29日川崎前鋒作客擊長崎成功丸順利登上榜首。第32節，廣島三箭落敗，川崎前鋒作客1:2不敵大阪櫻花，成功衛冕日本職業足球聯賽冠軍，並成為日本職業足球聯賽第五支成功衛冕的球隊。
家長昭博當選J1最有價值球員，而大島僚太則憑藉對神戶勝利船的入球奪得年度最佳入球。

#### 2019年
球隊的口號：EVER BLUE
鬼木達體制第三年，武岡優到、田坂祐介、森谷賢太郎，艾爾仙奴約滿離隊，板倉滉轉會至曼城，三好康兒外借至橫濱水手。
巴西後衞謝斯奧加入，從廣島三箭簽入馬渡和彰，大阪櫻花簽入山村和也，昌平高校簽入新人原田虹輝，亦從巴西國際體育會簽入前巴西國腳倫敦、奧運會神射手李安度．達美奧。
開季的日本超級盃以一比零擊敗浦和紅鑕，因分心於亞冠盃情況下，聯賽表現不穩定，特別於主場賽事和波失分太多，致未能打入前3，無緣2020年度亞冠杯。
亞冠再與中國上海上港，南韓蔚山現代，澳洲FC悉尼同組。作客負於蔚山現代及上海上港，主場未能擊敗上海上港及蔚山現代，最終只錄得2勝2和2負成績出局。
第五度打入日本聯賽杯決賽，對手為第一次打入決賽的札幌岡薩多，90分鐘法定時間打成二比二，於加時上半場後衛谷口彰悟阻止猜拿帖拎紅牌於打少一客人情況下，憑小林悠射入比賽第二球追平3:3。互射十二碼階段，川崎前鋒先有車屋紳太郎射失，但憑門將新井章太救出札幌兩球十二碼而奪得日本聯賽杯冠軍。新井章太奪得日本聯賽杯最有價值球員。川崎前鋒終於奪得球會歷史上第一個杯賽冠軍。

#### 2020年
球隊的口號：GET NEXT
鬼木達體制第四年，新井章太轉會千葉市原，奈良龍樹轉會鹿島鹿角，阿部浩之轉會名古屋鯨魚。球隊從湘南比馬簽入山根視來，2名大學球員，筑波大學新人三笘薰，順天堂大學新人旗手怜央加入。
開幕戰與鳥棲砂岩打和後因2019冠狀病毒疫情影響聯賽暫停4個月。復賽後川崎前鋒打出一波破聯賽紀錄的10連勝，為重奪冠軍打下根基，其後再打出一波再破紀錄的12連勝，聯賽上擁有壓倒性優勢，於第30節以5:0擊敗大阪飛腳後以18分優勢封皇，四年內三奪聯賽錦標。在杯賽方面，川崎前鋒在日本聯賽杯四強負於FC東京，而天皇盃方面，川崎前鋒以J1聯賽冠軍直入準決賽，於四強以2:0擊敗J3聯賽冠軍秋田藍閃電進入決賽，及後於決賽憑三笘薰入球以1:0擊敗大阪飛腳，苜度奪得日本天皇盃冠軍，並成為第八支日本球隊奪得國內三大錦標。
以下為川崎前鋒於2020賽季所創造的新紀錄:最快奪取冠軍：提前4輪（原紀錄：提前3輪），連勝：12（原紀錄：9場），最多勝場：26場（原紀錄：23場），最少敗場：3場（原紀錄：4場），最高積分：83分（原紀錄：76分），最多入球：88球（原紀錄：84球），最多淨勝球：57球（原紀錄：43球）

## 榮譽

### 本地聯賽
- 日本甲組職業足球聯賽:
  - 冠軍 (4): 2017, 2018, 2020, 2021
- 日本職業乙組足球聯賽:
  - 冠軍 (2): 1999, 2004

### 本地盃賽
- 天皇盃
  - 冠軍 (2) : 2020, 2023
- 日本聯賽盃
  - 冠軍 (1) : 2019
- 日本超級盃
  - 冠軍 (3) : 2019, 2021, 2024

## 球員名單
1. 以下球員名單更新於2025年2月2日
2. 球員編號參照川崎前鋒官方網站 （页面存档备份，存于）
3. 國籍圖標根據國際足協的參賽資格定義，但球員可能會持有多於一個非國際足協定義的國籍
4. 粗體字為新加盟球員

| 號碼     | 國籍     | 球員名（英文名）                        | 出生日期       | 加盟年份 | 前屬球會     |
| 守 門 員 | 守 門 員 | 守 門 員                                | 守 門 員       | 守 門 員 | 守 門 員     |
| -------- | -------- | --------------------------------------- | -------------- | -------- | ------------ |
| 1        | 大韩民国 | 鄭成龍（Jung Sung-ryong）               | 1985年1月4日   | 2016年   | 水原三星藍翼 |
| 21       | 日本     | 安藤駿介（Shunsuke Andō）               | 1990年8月10日  | 2014年   | 湘南比馬     |
| 33       | 大韩民国 | 李根炯（Lee Geun-hyeong）               | 2006年5月22日  | 2025年   | 輔仁高校     |
| 98       | 日本     | 山口瑠伊（Rui Yamaguchi）               | 1998年5月28日  | 2024年   | 町田澤維亞   |
| 後 衛    |          |                                         |                |          |              |
| 2        | 日本     | 高井幸大（Kōta Takai）                  | 2004年9月4日   | 2023年   | 川崎前鋒U-18 |
| 4        | 巴西     | 傑西爾·米蘭達（Jesiel Cardoso Miranda） | 1994年3月5日   | 2019年   | 帕拉納競技   |
| 5        | 日本     | 佐佐木旭（Asahi Sasaki）                | 2000年1月26日  | 2022年   | 流通經濟大學 |
| 7        | 日本     | 車屋紳太郎（Shintaro Kurumaya）         | 1992年4月5日   | 2015年   | 筑波大學     |
| 13       | 日本     | 三浦颯太（Sōta Miura）                  | 2000年9月7日   | 2024年   | 甲府風林     |
| 15       | 日本     | 田邉秀斗（Hideto Tanabe）               | 2002年5月5日   | 2023年   | 千葉JEF聯    |
| 31       | 荷兰     | 范韋爾梅斯克爾肯（Van Welmeskerken）    | 1994年6月28日  | 2024年   | NEC奈梅亨    |
| 35       | 日本     | 丸山祐市（Yūichi Maruyama）             | 1989年6月16日  | 2024年   | 名古屋鯨魚   |
| 27       | 日本     | 神橋良汰（Ryōta Kambashi）              | 2002年6月16日  | 2025年   | 早稻田大學   |
| 30       | 日本     | 野田裕人（Hiroto Noda）                 | 2006年4月5日   | 2025年   | 靜岡學園高校 |
| 39       | 日本     | 土屋櫂大（Kaidai Tsuchiya）             | 2006年5月12日  | 2025年   | 川崎前鋒U-18 |
| 44       | 哥伦比亚 | 塞薩爾·艾達爾（César Aydar）            | 2001年3月31日  | 2024年   | 特里馬體育   |
| 中 場    |          |                                         |                |          |              |
| 6        | 日本     | 山本悠樹（Yūki Yamamoto）               | 1997年11月6日  | 2024年   | 大阪飛腳     |
| 8        | 日本     | 橘田健人（Kento Kitsuda）               | 1998年5月29日  | 2021年   | 桐蔭橫濱大學 |
| 10       | 日本     | 大島僚太（Ryota Oshima）                | 1993年1月23日  | 2011年   | 靜岡學園高校 |
| 14       | 日本     | 脇坂泰斗（Taishi Wakisaka）             | 1995年6月11日  | 2018年   | 阪南大學     |
| 16       | 日本     | 大關友翔（Tomoto Ōzeki）                | 2005年2月6日   | 2025年   | 福島聯       |
| 18       | 日本     | 瀨川祐輔（Yūsuke Segawa）               | 1994年2月7日   | 2023年   | 湘南比馬     |
| 19       | 日本     | 河原創（Hajime Kawara）                 | 1998年3月13日  | 2024年   | 鳥栖砂岩     |
| 26       | 日本     | 山內日向汰（Hinata Yamauchi）           | 2001年5月30日  | 2024年   | 桐蔭橫濱大學 |
| 28       | 巴西     | 帕特里克·維隆（Patricky Veron）         | 2004年9月8日   | 2024年   | 巴伊亞       |
| 41       | 日本     | 家長昭博（Akihiro Ienaga）              | 1986年6月13日  | 2017年   | 大宮松鼠     |
| 前 鋒    |          |                                         |                |          |              |
| 9        | 巴西     | 埃里森（Elison）                        | 1999年4月13日  | 2024年   | 聖保羅       |
| 11       | 日本     | 小林悠（Yu Kobayashi）                  | 1987年9月23日  | 2010年   | 拓殖大學     |
| 17       | 日本     | 伊藤達哉（Tatsuya Ito）                 | 1997年6月26日  | 2025年   | 馬格德堡     |
| 20       | 日本     | 山田新（Shin Yamada）                   | 2000年5月30日  | 2023年   | 桐蔭橫濱大學 |
| 23       | 巴西     | 馬爾西尼奧（Marcinho）                  | 1995年5月16日  | 2021年   | 重慶兩江競技 |
| 24       | 日本     | 宮城天（Ten Miyagi）                    | 2001年6月2日   | 2024年   | 山形山神     |
| 38       | 日本     | 神田奏真（Sōma Kanda）                  | 2005年12月29日 | 2024年   | 靜岡學園高校 |

### 球員獎項
日本職業足球聯賽年度最佳球員
- 2016年：中村憲剛
- 2017年：小林悠
- 2018年：家長昭博
- 2021年：李安度·達美奧

日職聯神射手
- 2007年：祖尼奴
- 2013年：大久保嘉人
- 2014年：大久保嘉人
- 2015年：大久保嘉人
- 2017年：小林悠
- 2021年：李安度·達美奧

日職聯年度最佳11人
- 2006年：中村憲剛、谷口博之
- 2007年：中村憲剛、祖尼奴
- 2008年：中村憲剛
- 2009年：中村憲剛、川島永嗣
- 2010年：中村憲剛
- 2013年：大久保嘉人
- 2014年：大久保嘉人
- 2015年：大久保嘉人
- 2016年：中村憲剛、小林悠
- 2017年：中村憲剛、小林悠、車屋紳太郎、艾爾仙奴
- 2018年：中村憲剛、谷口彰悟、車屋紳太郎、艾爾仙奴、家長昭博、鄭成龍、大島僚太
- 2020年：山根視來、谷口彰悟、三笘薫、謝斯奧、家長昭博、鄭成龍、登里享平、守田英正、田中碧
- 2021年：山根視來、谷口彰悟、李安度·達美奧、謝斯奧、家長昭博、脇坂泰斗、旗手憐央
- 2022年：山根視來、谷口彰悟、馬仙奴、家長昭博、脇坂泰斗
- 2023年：脇坂泰斗

日職聯最佳年輕球員
- 2019年：田中碧
- 2024年：高井幸大

## 球會營運

### 區內合作
川崎前鋒積極進行地區推廣工作，與區內多個不同單位機構保持緊密合作關係。
每年皆會與川崎市市內大相撲部屋-春日山部屋作合作，春日山部屋力士會於主場賽事開設臨時食店售賣特製食物。而川崎前鋒亦會組織球迷觀賞春日山部屋力士之大相撲比賽。
神奈川東芝勇敢雷電籃球隊隊員亦曾到川崎前鋒主場比賽前作宣傳。
而同為富士通所屬富士通前沿美式足球隊亦有到川崎前鋒主場比賽前宣傳。
與綜合格鬥家所英男亦有合作關係，於川崎前鋒營運之富士見球場舉辦入門拳擊體驗。

### 商品
川崎前鋒積極推出不同類形商品，與都樂食品公司合作推出川崎前鋒打氣香蕉，與7-Eleven合作推出川崎前鋒打氣便當，與NEW ERA合作推出川崎前鋒限定帽。
除此之外，球會亦推出了不少特別商品，如:川崎前鋒浴盆，川崎前鋒小學數學作業。

### Mind-1 日本
2011年3月11日，日本東北發生9級地震，災區傷亡慘重。「Mind-1 日本」行動為川崎前鋒一個支援災區重建復興行動。以中長期時間透過募捐，足球文化交流支持重災區-陸前高田市。
定期會有川崎前鋒職球員到川崎市不同車站進行募捐，善款將用於陸前高田市之復興。
每1年都都會舉辦陸前高田第川崎修學旅行，為陸前高田市小孩提供一個遊學團模式能到等等力陸上競技場觀看川崎前鋒比賽，以及參觀川崎市工業等。
川崎前鋒亦會舉辦川崎前鋒球員陸前高田足球教室，賽季完結後川崎前鋒球員會到陸前高田市參觀當地產業，及與陸前高田市小孩進行足球交流活動。
川崎前鋒亦會寄出川崎前鋒小學數學作業給予陸前高田市學生。

## 历任主教练
| 主教練                            | 執教年份              | 榮譽 |
| --------------------------------- | --------------------- | --- |
| 齊藤和夫                          | 1997年                | |
| Jose Everaldo Thomazotti Pierotti | 1997年                | |
| Roberto De Almeida                | 1998年–1999年         | |
| 松本育夫                          | 1999年                | 1999年日本職業足球乙級聯賽冠軍 |
| Jose Luiz Ferreira Rodrigues      | 2000年                | |
| 今井敏明                          | 2000年                | |
| 小林寛                            | 2000年                | |
| 堀井美晴                          | 2001年                | |
| 石崎信弘                          | 2001年7月–2003年      | |
| 關塚隆                            | 2004年–2008年, 2009年 | 2004年日本職業足球乙級聯賽冠軍 |
| 高畠勉                            | 2008年, 2010年        | |
| 相馬直樹                          | 2011年– 2012年4月     | |
| 風間八宏                          | 2012年4月– 2016年     | |
| 鬼木達                            | 2017年–2024年         | 2017年日本職業足球聯賽冠軍，2018年日本職業足球聯賽冠軍，2020年日本職業足球聯賽冠軍，2021年日本職業足球聯賽冠軍，2019年日本聯賽盃冠軍，2020年日本天皇盃冠軍，2023年日本天皇盃冠軍，2019年日本超級盃冠軍，2021年日本超級盃冠軍，2024年日本超級盃冠軍 |
| 長谷部茂利                        | 2025年–               | |

## 外部連結
- 川崎前鋒官方網站 （页面存档备份，存于）